# フランツ・ツィリー
フランツ・ツィリー（ドイツ語: Franz Zilly）は、ドイツ出身のフィギュアスケート選手（男子シングル）。
1891年欧州選手権銅メダリスト。

## 主な戦績
| 大会/年    | 1890-91 | 1892-93 | 1899-00 |
| ---------- | ------- | ------- | ------- |
| 欧州選手権 | 3       | 6       | 5       |